# Lars Tilling
Lars Gustaf Tilling, född 10 juni 1940 i Uppsala, är en svensk musiker, tonsättare, dirigent och programledare.

## Uppväxt och utbildning
Lars Tilling växte upp i Enköping och är son till överingenjör Albin Tilling och Margarethe Fiedler. Han studerade på Musikhögskolan i Stockholm och avlade examen som musikdirektör.

## Yrkesliv
Tilling var producent för bland annat Radiosymfonikerna i den nyinvigda Berwaldhallen och programledare i Musikradion (P2) på 1980-talet. Han var idégivare till, producent för och programledare i musikprogram i Sveriges Television under 1990-talet, såsom Spelhålan, Amadeus barnbarn, Tillings Tilja och Musikspegeln. Till det sistnämnda programmet återkom han så småningom som reporter.
Han har dirigerat konserter, radio- och TV-inspelningar med ett stort antal av landets symfoniorkestrar. Han var dirigent och konstnärlig ledare under 1980-talet för Linköpings Orkesterförening och Nyköpings Filharmoniska Sällskap. Han grundade Nyköpings kammarorkester och var chefsdirigent för Länsmusiken i Linköping i slutet av 1980-talet. 
Lars Tilling har bland annat skrivit kammarmusik, sånger, visor, symfonier och solokonserter. Många verk har sakrala förtecken som bland annat "Requiem", "Mässa", "Vänd ditt ansikte till oss" och passionsdramat "I dina händer" (2012). Uppmärksammade är också hans "Fyra sviter för stråkkvartett", som finns inspelade på CD av Yggdrasilkvartetten. Fyra skivor med hans musik i den lättare genren finns nu på Spotify.

## Familj och privatliv
Tilling var först gift 1961–1969 med Ines Tilling, dotter till Johannes Lorenzsonn, och blev far till radioprataren och sångerskan Lisa Tilling (född 1963) och låtskrivaren och musikern Erik Tilling (född 1967). Andra gången var han gift 1972–1984 med violinpedagogen Evabritt Tilling Gratte och blev far till jazzpianisten Daniel Tilling (född 1975).. Tredje gången var han gift 1995–1998 med sångaren Désirée Edlund på vars skiva han medverkat som musiker. Fjärde gången gifte han sig 2011 med Birgitta Tilling (född 1944) och bor nu i Strandbaden i Höganäs kommun.